# Hội Thánh Tin Lành Việt Nam (miền Nam)

Logo Hội thánh Tin Lành Việt Nam

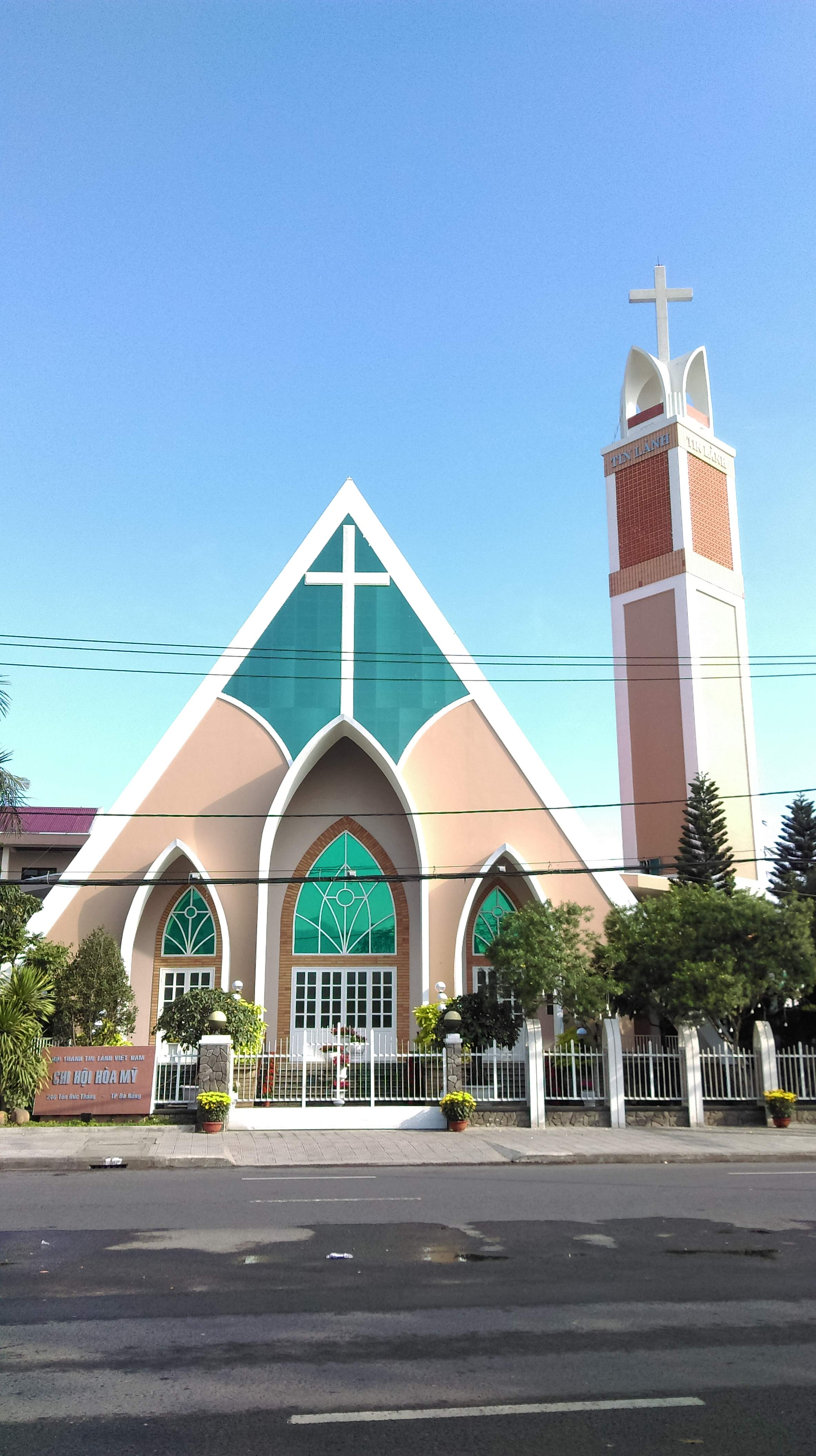
Nhà thờ Tin Lành Hòa Mỹ, số 246 Tôn Đức Thắng, phường Hòa Minh, quận Liên Chiểu, thành phố Đà Nẵng.

Hội thánh Tin Lành Việt Nam (miền Nam) là một tổ chức giáo hội Tin Lành tại Việt Nam, là hệ phái lớn nhất trong số những hệ phái Tin Lành có tổ chức giáo hội tại nước này. Họ cũng thường được gọi là Hội thánh Tin Lành Việt Nam dù phạm vi hoạt động chỉ ở miền Nam, trụ sở Tổng Liên Hội đặt tại Thành phố Hồ Chí Minh. 

Dù đồng nhất về giáo lý và cách thức tổ chức, nhưng hội thánh này hoạt động độc lập với Hội Thánh Tin Lành Việt Nam (miền Bắc) có trụ sở Tổng Hội đặt tại Hà Nội. Danh mục liệt kê tổ chức tôn giáo của Ban Tôn giáo Chính phủ cũng chỉ rõ đây là hai hội thánh Tin Lành độc lập nhau.
Hội thánh Tin Lành Việt Nam miền Nam và miền Bắc đều là thành viên Hội Truyền giáo Phúc âm Liên hiệp (tiếng Anh: The Christian and Missionary Alliance, viết tắt C&MA). Theo thống kê, C&MA toàn thế giới chỉ có khoảng 6,2 triệu thành viên (tín hữu), trong đó tại Việt Nam đã chiếm khoảng 1,5 triệu tín hữu.

## Lịch sử
Xuất phát từ Hội Thánh Tin Lành Đông Pháp năm 1927 và Hội Thánh Tin Lành Việt Nam năm 1945, tới năm 1954 sau hiệp định Genève, 1954, phần lớn các giáo sĩ và tín đồ Tin Lành di cư vào miền Nam nên tổ chức giáo hội ở phía nam được xem là sự tiếp nối của Hội Thánh Tin Lành Việt Nam cũ.
Sau năm 1954, tại miền Bắc chỉ còn lại khoảng 10 mục sư, truyền đạo và khoảng 1000 tín đồ, tới năm 1958 khi sự thống nhất hai miền không diễn ra như dự định, các giáo sĩ, tín đồ ở miền Bắc đã lập ra giáo hội riêng với tên gọi là Hội Thánh Tin Lành Việt Nam (miền Bắc) do mục sư Dương Tự Ấp làm Hội trưởng, trụ sở đặt tại số 2 Ngõ Trạm, Hà Nội.
Tại miền Nam, với đại đa số giáo sĩ, tín đồ có mặt ở đây, hội Thánh Tin Lành Việt Nam tiếp tục hoạt động tại các tỉnh thành miền Nam, trong thời kỳ đầu do quan điểm ủng hộ Công giáo của chính quyền Ngô Đình Diệm nên Tin Lành khó phát triển, tuy nhiên sau khi Ngô Đình Diệm bị lật đổ và quân đội Mỹ vào miền Nam, đạo Tin Lành và Hội Thánh có nhiều điều kiện phát triển.
Với sự hỗ trợ đầu tư của Hội truyền giáo C&MA, Hội Thánh đã tập trung cho việc truyền giáo từ đồng bằng lên miền núi, từ thành thị đến nông thôn và đối với cả các dân tộc thiểu số ở Tây Nguyên.
Cùng với hoạt động truyền đạo, Hội Thánh còn chú trọng đến các hoạt động từ thiện xã hội, năm 1957 thành lập Ủy ban cứu tế, năm 1959 xây dựng Bệnh viện Tin Lành Đà Lạt, năm 1960 xây dựng bệnh viện Tin Lành Pleiku và Chẩn Y viện Nha Trang,...
Về tổ chức, với sự tiếp nối Hội Thánh Tin Lành Việt Nam từ năm 1945 nên hội Thánh có ba cấp là Tổng liên hội, địa hạt và chi hội. Từ sau năm 1975, tổ chức thành 5 địa hạt.
Tại đại hội năm 2000, Đại hội đồng quyết định bỏ cấp địa hạt và chỉ còn 2 cấp hành chính là Tổng liên hội và Chi hội, tính đến nay Hội Thánh có 1.059 chi hội hoạt động tại 32 tỉnh, thành phố phía nam và Ban trị sự Tổng liên hội với 23 mục sư, truyền đạo với Hội trưởng đứng đầu.
Hội Thánh Tin Lành Việt Nam được chính phủ Việt Nam công nhận có tư cách pháp nhân vào ngày 3 tháng 4 năm 2001.

## Giáo Lý Chủ yếu

### Giáo lý về Đức Chúa Trời:
- Đức Chúa Trời là Đấng sáng tạo trời đất, vạn vật và loài người và là Đấng bảo tồn muôn loài. (Sáng Thế Ký 1:1[5]; Nê-hê-mi 9:6[6])
- Đức Chúa Trời là Đấng Tự Hữu và Hằng Hữu, vốn có từ trước vô cùng và còn đến đời đời vô tận. Ngài là đầu tiên và cuối cùng, là Đấng đời đời.(Khải Huyền 1:8[7])
- Đức Chúa Trời là Đấng Thần Linh cho nên không thể nhìn thấy Ngài bằng mắt thường mà chỉ có thể nhận biết sự hiện diện vinh quang của Ngài bằng mắt tâm linh. (Giăng 4:24[8])
- Đức Chúa Trời bày tỏ chính Ngài qua ít nhất 4 điều sau đây:
  - Qua thiên nhiên ((Sáng Thế Ký 1:1[5], Rô-ma 1:20[9])
  - Qua Chúa Giê-xu Christ (Giăng 14:7; Hê-bơ-rơ 1:2,3)
  - Qua Kinh Thánh (2Ti-mô-thê 3:16)
  - Qua các tín hữu (2 Cô-rinh-tô 3:3)
- Đức Chúa Trời có Ba Ngôi: Đức Chúa Cha, Đức Chúa Con, Đức Thánh Linh. Ba Ngôi bình đẳng và hiệp nhất hoàn toàn.(Ê-sai 6:3, Ma-thi-ơ 3:16-17, 28:19, 2 Cô-rinh-tô 13:13)
- Bản tánh (bản chất) của Đức Chúa Trời:
  - Đấng Thần Linh: vô hình, không có thể chất, không bị vật chất hạn chế.(Giăng 4:24)
  - Đấng Tự Hữu và Hằng Hữu: Ngài tự nhiên hiện hữu và hiện hữu đến đời đời (Xuất Ê-díp-tô ký 3:14)
  - Đấng Bất Biến: Ngài không hề thay đổi (Ma-la-chi 3:16)
- Thuộc Tánh của Đức Chúa Trời:
  - Toàn Năng: Ngài làm được mọi sự (Lu-ca 1:37)
  - Toàn Tri: Ngài biết tất cả mọi sự (1 Giăng 3:20)
  - Toàn tại: Ngài ở khắp mọi nơi cùng một lúc (Giê-rê-mi 23:24)
- Mỹ Đức của Đức Chúa Trời:
  - Thánh khiết: (1 Phi-e-rơ 1:16)
  - Công bình: (Phục truyền Luật Lệ Ký 32:4)
  - Yêu Thương (1 Giăng 4:8)
  - Thành tín: (1 Tê-sa-lô-ni-ca 5:24)
- Con người có thể biết được về Đức Chúa Trời như vậy qua:
  - Lương tâm: Là bản năng thiên phú, không cần ai dạy, con người tự nhật biết Đức Chúa Trời (Ông Trời, Thượng Đế). (Rô-ma 2:15)
  - Vũ trụ: Cả vũ trụ bao la, tuyệt điệu chứng minh phải do một Đấng Tạo Hóa vĩnh hằng, toàn tri, toàn năng, toàn tại dựng nên. Đấng đó là Đức Chúa Trời. (Thi Thiên 19:1)
  - Kinh Thánh: Qua Kinh Thánh Đức Chúa Trời đã tự bày tỏ chính Ngài và chân lý của Ngài cho nhân loại. (2 Ti-mô-thê 3:16)

### Giáo lý về tội lỗi và sự cứu chuộc
- Chỉ tôn thờ Đức Chúa Trời Ba Ngôi hiệp một:
  - Đức Chúa Trời Toàn Năng là Cha.
  - Đức Chúa Giê-xu là Con Độc Sanh của Đức Chúa Trời và Cứu Chúa của nhân loại; Ngài được hoài thai bởi Thánh Linh và sanh bởi nữ đồng trinh Ma-ri. Đức Chúa Giê-xu đã chết vì tội lỗi nhân loại và đến ngày thứ 3 Ngài đã sống lại từ cõi chết, Ngài thăng thiên ngồi bên hữu Đức Chúa Trời toàn năng là Cha, từ đó Ngài sẽ trở lại để phán xét kẻ sống và kẻ chết.
  - Đức Thánh Linh (Ngôi Thứ 3): Có thân vị, thần tánh, tư cách, và công việc của Đức Chúa Trời.

- Bốn chức vụ của Chúa Giê-xu được thể hiện trong biểu tượng của Hội thánh Tin Lành Việt Nam (gồm thập tự giá, ly tiệc thánh, bình dầu, và mão triều thiên ở bốn phía của quyển Kinh Thánh) có thể được tóm tắt là "Chúa Giê-xu là Cứu Chúa, Đấng thánh hoá, Đấng chữa lành, và là Vua hầu đến":
  - Thập tự giá biểu trưng cho sự cứu rỗi bởi sự chết và sự sống lại của Chúa Giê-xu, Con Thiên Chúa.
  - Ly Tiệc Thánh (góc trái): Mỗi tín hữu nhờ huyết Đức Chúa Jesus Christ được sạch tội, được thánh hóa, và được thông công.
  - Bình dầu (góc phải): Mỗi tín hữu bởi niềm tin nơi Đức Chúa Jesus Christ và bởi quyền năng của Thánh Linh được chữa bệnh và thêm sức.
  - Mão triều thiên (góc dưới): Phần thưởng Chúa ban cho mỗi tín hữu trung tín với Ngài trong ngày Đức Chúa Jesus tái lâm.
  - Kinh Thánh (chính giữa): Lời Đức Chúa Trời là nền tảng giáo lý của Hội Thánh.

Những biểu trưng này thường được cho là bắt nguồn từ tư tưởng của John Wesley và Phong trào Thánh khiết.

## Hội trưởng qua các thời
- Mục sư Hoàng Trọng Thừa (1927-1928)
- Mục sư Dương Nhữ Tiếp (1928-1931)
- Mục sư Trần Xuân Phan (1931-1932)
- Mục sư Lê Đình Tươi (1933-1942)
- Mục sư Lê Văn Thái (1942-1960)
- Mục sư Đoàn Văn Miêng (1960-1976)
- Mục sư Ông Văn Huyên (1976- 1999)
- Mục sư Phạm Xuân Thiều (2001-2002)
- Mục sư Dương Thạnh (2002-2005)
- Mục sư Thái Phước Trường (2005-2013)
- Mục sư Phan Vĩnh Cự (2013-2017)[10]
- Mục sư Thái Phước Trường (2018-Hiện nay)[11]